# 伊尔-114
伊留申伊尔-114（简称：伊尔-114）是一款由伊留申設計局所设计的渦槳支線客機，於1990年首飛。

## 發展
1980年代，伊留申設計局著手研發一款60人座的渦輪軸動力區間客機，取代老舊的安-24飛機。1980年代西方國家推出了一系列頗受好評的機種，包括ATR_42、福克50、德哈維蘭加拿大DHC-8、薩博2000，在性能、營運經濟度、乘客舒適度都遠優過蘇聯過時的An-24家族。伊留申的計畫獲得蘇聯中央的支持，在1986年蘇聯部長會議通過研發決策，預定最大的使用客戶為俄羅斯航空。
Il-114的研發總負責人是亨里希·諾沃日洛夫，曾負責過蘇聯運輸機與噴射客機的開發計畫，蘇聯政府對新型區間客機的要求是必須在搭載60位乘客的狀態下，以500公里時速下進行1,000公里航程，要比An-24省油，且同樣能在簡陋的非鋪裝路面機場降落之能力。雖然伊留申缺乏生產支線螺旋槳飛機經驗，機型概念最終在1986年完成，1990年3月29日原型機在茹科夫斯基機場正式首飛。
Il-114為一架機身直徑2.86公尺的區間客機，機艙直徑可容納兩組雙人座椅，機翼採用低單翼設計，裝設雙層開槽襟翼增加起降升力，動力採用克里莫夫TV7-117S渦輪軸發動機，發動機搭配SV-34六葉螺旋槳提升效率、降低引擎噪音，Il-114的結構主要為金屬製，但在非結構零件上採用複合材料，降低飛機重量；Il-114並引進了在當時蘇聯尚稱罕見电子飞行仪表系统，使飛行機組員降低為2人，不過為了確保機體強度設計，飛機的行李艙並非設置在客艙下方，而是設計在客艙前段與後段。Il-114的原型機後在塔什干、雅庫次克、阿爾漢格爾斯克等地進行不同環境下的操作適航測評，並在各國航空展中頻繁展出。在蘇聯解體前，Il-114原訂要在塔什干機械製造廠建置年產100架的量產線，當地也是伊留申設計局的主要生產基地，但是蘇聯解體後，烏茲別克獨立，量產規劃也遭受重大挫折。
蘇聯解體，獨立國家國協成立，伊留申設計局因為政府體制改組之故失去國家資金支持，只能以公司自有資金繼續維持測評計畫進行，貨機型號稱為Il-114T，於1996年9月14日首飛。飛機量產則是繼續和烏茲別克的塔斯干航空生產協會合作，最後共生產了5架原型機測試。第二架原型機在1993年7月5日墜毀後，俄羅斯政府取消了此飛機的資助。墜毀事件加上發動機的技術問題，導致Il-114在1997年4月26日才取得俄羅斯國際航空委員會適航認證。獲得認證後，獨立國協國家對此型號機種缺少採購興趣，第一個用戶是2002年創辦的俄羅斯維堡航空，訂購了2架Il-114，並在2002年與2003年交機。
1997年，伊留申與普拉特·惠特尼加拿大公司簽下合資協議，將Il-114移植西方發動機，新機型編號Il-114-100。Il-114-100採用加拿大普惠PW127H發動機，航程和性能均比俄製引擎機型要好，目標是打進西方市場，烏茲別克斯坦航空訂購了10架-100型飛機。由於零件供應出現問題，使飛機在2004年才能交付。由於烏茲別克政府對於塔什干工廠的土地有其它想法，因此影響到Il-114的生產，在2012年烏茲別克關閉了Il-114的生產線。
Il-114在俄羅斯的國產化
烏茲別克終止了Il-114產線，但俄羅斯仍有大量的區間客機需要汰換。2015年10月，伊留申設計局宣布他們將在下諾夫哥羅德索科爾飛機製造廠恢復Il-114量產線，並將向塔什干飛機製造廠採購其庫存尚未組裝的8具機身，計畫在2020年前生產出第一批3架的Il-114。在俄羅斯境內生產的Il-114獲得新編號：IL-114-300，它將是使用全俄羅斯製零件生產的區間客機，使用技術改良的TV7-117ST-01發動機（輸出動力3,100匹馬力），搭配AV112-114六葉螺旋槳，乘客增加到68人，最大航程增加到2,000公里，伊留申並以300型衍生開發包括貨機、極地型客機、海上巡邏機等版本。
2016年12月，俄羅斯總統普丁同意了聯合航空製造公司恢復Il-114量產的投資計畫，但要求要由俄羅斯米格航空器集團位在盧霍維齊的特列季亞科沃飛機製造廠承攬量產。2017年7月，聯合航空製造公司與俄羅斯國家運輸租賃公司簽訂50架Il-114客機的採購意向書，後續簽訂在2023年前交付3架Il-114客機的合約，合約金額43.2億盧布。
2019年，特列季亞科沃工廠開始Il-114-300生產。第一架Il-114-300是由Il-114原型機翻修重製，編號OP-1。該機註冊序號54114，為塔什干飛機製造廠在1994年製造，工廠製造編號1033830030，飛機序列號01-08，2000年後停放在茹科夫斯基機場。翻修後換用TV7-117ST-01的Il-114在2020年12月16日在茹科夫斯基機場試飛。隨著2022年俄烏戰爭所導致俄罗斯入侵乌克兰期间的国际制裁，俄羅斯宣布未來國內的民航機將要達成80%的全國產機種編制，故俄羅斯民航市場未來至少會有70架Il-114-300的需求。Il-114-300的動力源：TV7-117ST-01，與其配備相同發動機Il-112V在2021年8月17日發生墜機事故，導致俄羅斯方面重新評估該型發動機的設計，同時牽連了Il-114的後續試飛計畫，使Il-114研製期程凍結3年，TV7-117ST-01直到2023年10月才獲得型號認證。
第一架全新製造的Il-114-300編號OP-2，註冊序號54110，飛機序列號01-10，2020年出廠，2024年3月31日首飛。從2024年3月至9月，該機進行了30餘次飛行測試，皆滿足原定設計標準。未來特列季亞科沃飛機製造廠將建置年產能12-20架的Il-114量產線，預定在2025年前獲得飛機適航型號認證，2026年投入服務。

## 型號
- Il-114 – 首架飛機，採用TV7-117S發動機，載客量64人。
- Il-114-100 – 1999年1月26日首飛，採用西方的PW-127H發動機，載客量64人。
- Il-114-300 – 在俄羅斯本土製造的改良型，更換Klimov TV7-117SM發動機與AV112-114螺旋槳，載客量68人。
- Il-114T – 貨機型，1996年9月14日首飛，只生產了兩架。
- Il-114P – 海上巡逻机。
- Il-114MP – 海上巡逻机／打擊型。
- Il-114FK – 偵察機。
- Il-114PR – 信號情報／預警機。

## 性能
基本诸元
- 乘员： 2
- 载客量： 62人
- 长度： 26.88公尺（88英呎2英吋）
- 翼展： 30公尺（98英呎5英吋）
- 高度： 9.19公尺（30英呎2英吋）
- 翼面积： 81.9平方公尺（881.6平方英呎）
- 空重： 15,000公斤（33,069磅）
- 总重： 23,500公斤（51,809磅）
- 发动机： 2 × Klimov TV7-117S渦輪螺旋槳發動機，1,839千瓦（2,466匹馬力） 每个

性能
- 最大速度： 500公里/時（311英里/時）
- 航程： 1,000公里（621英里）

## 参見
类似型号
- 福克50
- SAAB-2000
- 安托諾夫An-140
- DHC-8
- BAe ATP
- ATR42
- ATR72
- 新舟60
- 新舟600
- 新舟700